# Janikówka (województwo śląskie)
Janikówka – osada leśna w Polsce, w województwie śląskim, w powiecie żywieckim, w gminie Świnna.
W latach 1975–1998 miejscowość administracyjnie należała do województwa bielskiego.